# Faune d'Oman

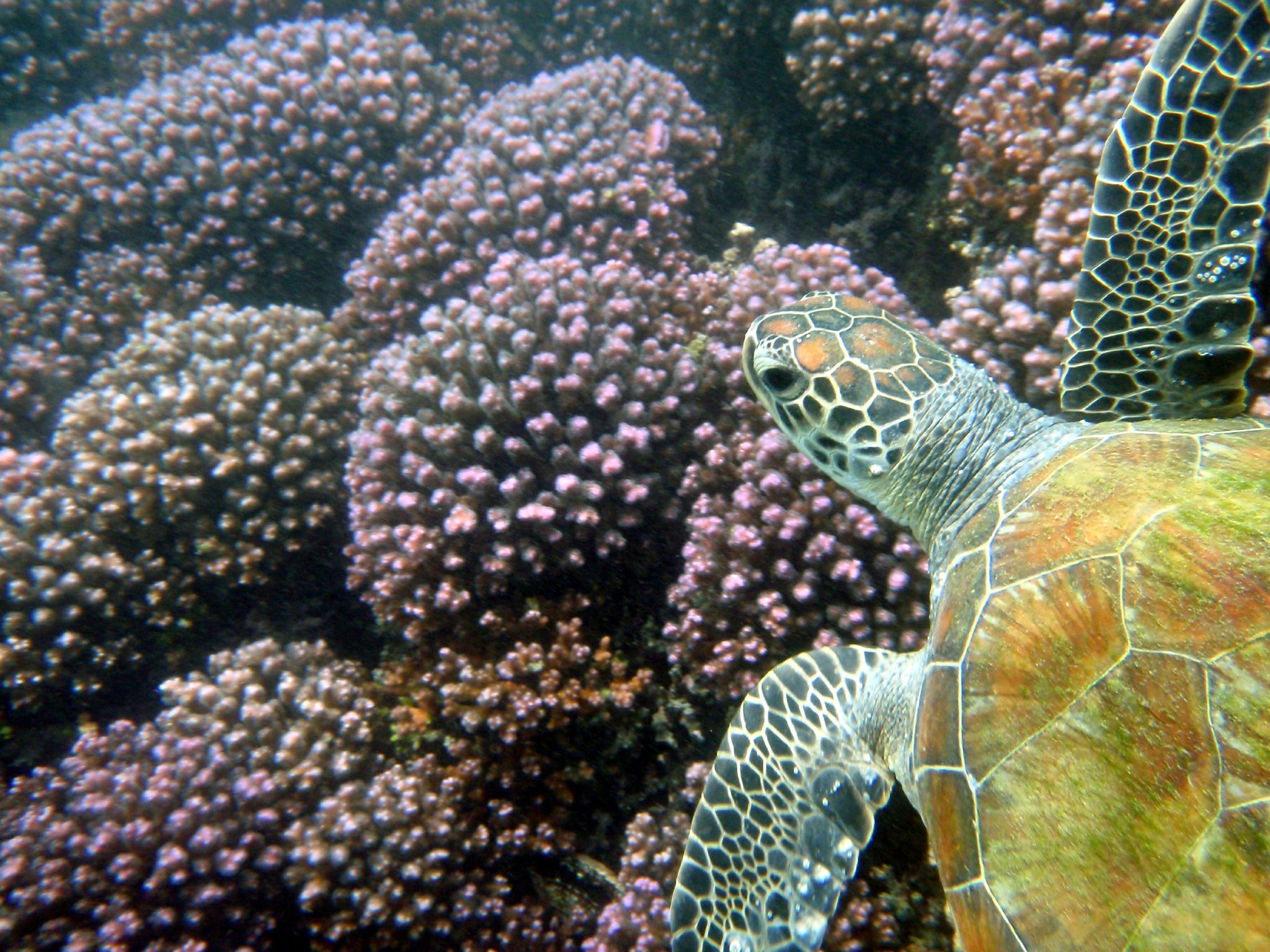
Tortue marine (au Sud de Mascate)

La faune d'Oman reflète la situation géographique du sultanat d'Oman, proche à la fois de l'Europe, de l'Afrique et de l'Asie. La faune sauvage est celle d'un monde minéral au climat désertique. Deux régions, le Musandam au Nord et le Dhofar au Sud, présentent quelques caractéristiques différentes, notamment en ce qui concerne l'avifaune.
La chasse et la pêche sous-marine sont interdites et le braconnage est sévèrement puni.
Créé en 1985, le Musée d'histoire naturelle d'Oman à Mascate donne un aperçu de la faune locale.

## Mammifères
Près de 76 espèces de mammifères ont été répertoriées au sultanat d'Oman, dont plusieurs sont sérieusement menacées. Leur nombre a diminué au cours des dernières années. Contraints de s'adapter à l'aridité ambiante et aux grandes chaleurs, la plupart des mammifères terrestres mènent une vie nocturne ou ne sortent qu'à l'aube ou au crépuscule. On les voit donc peu.

### Herbivores

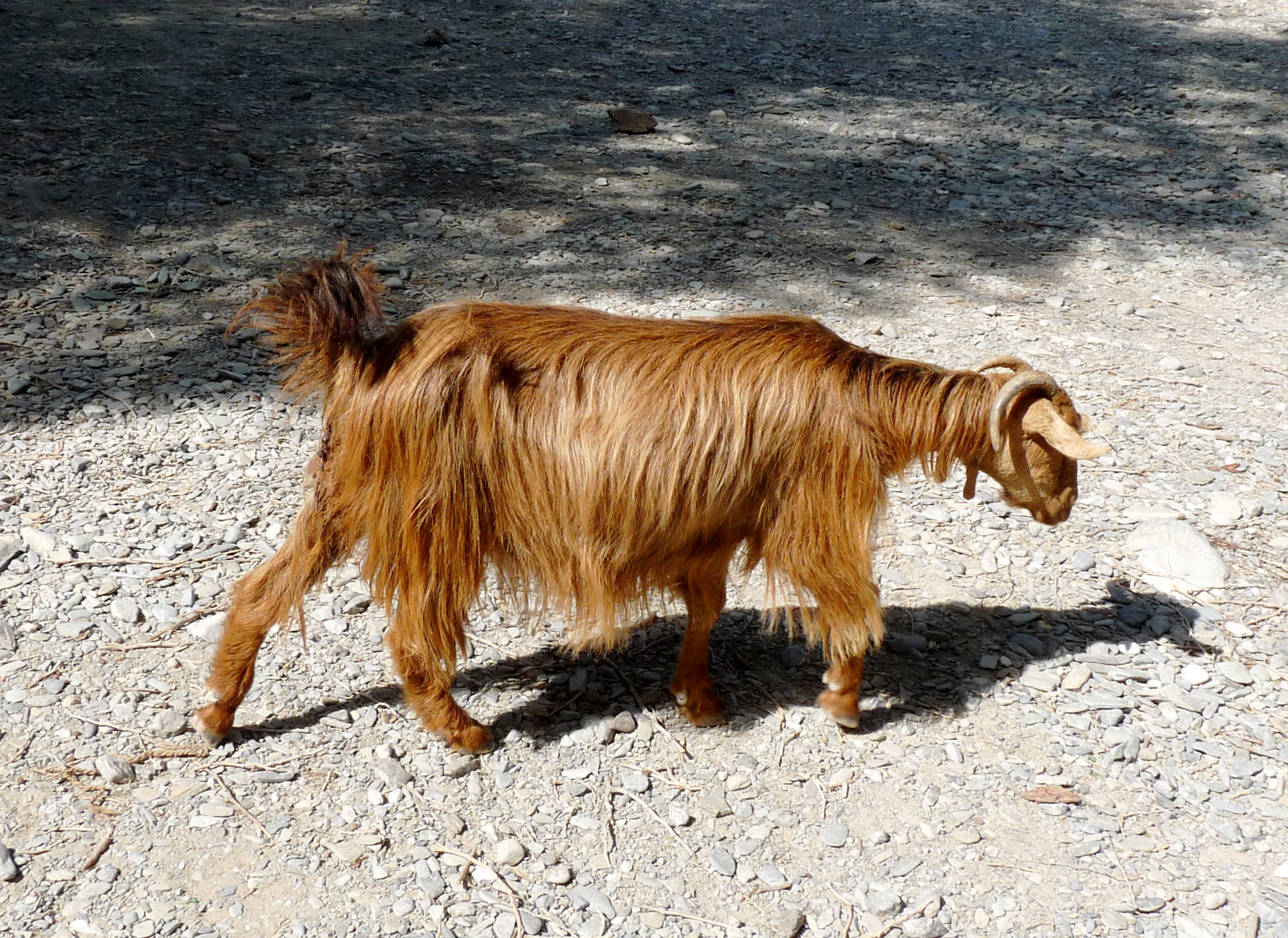
Chèvre dans le Wadi Bani Awf.

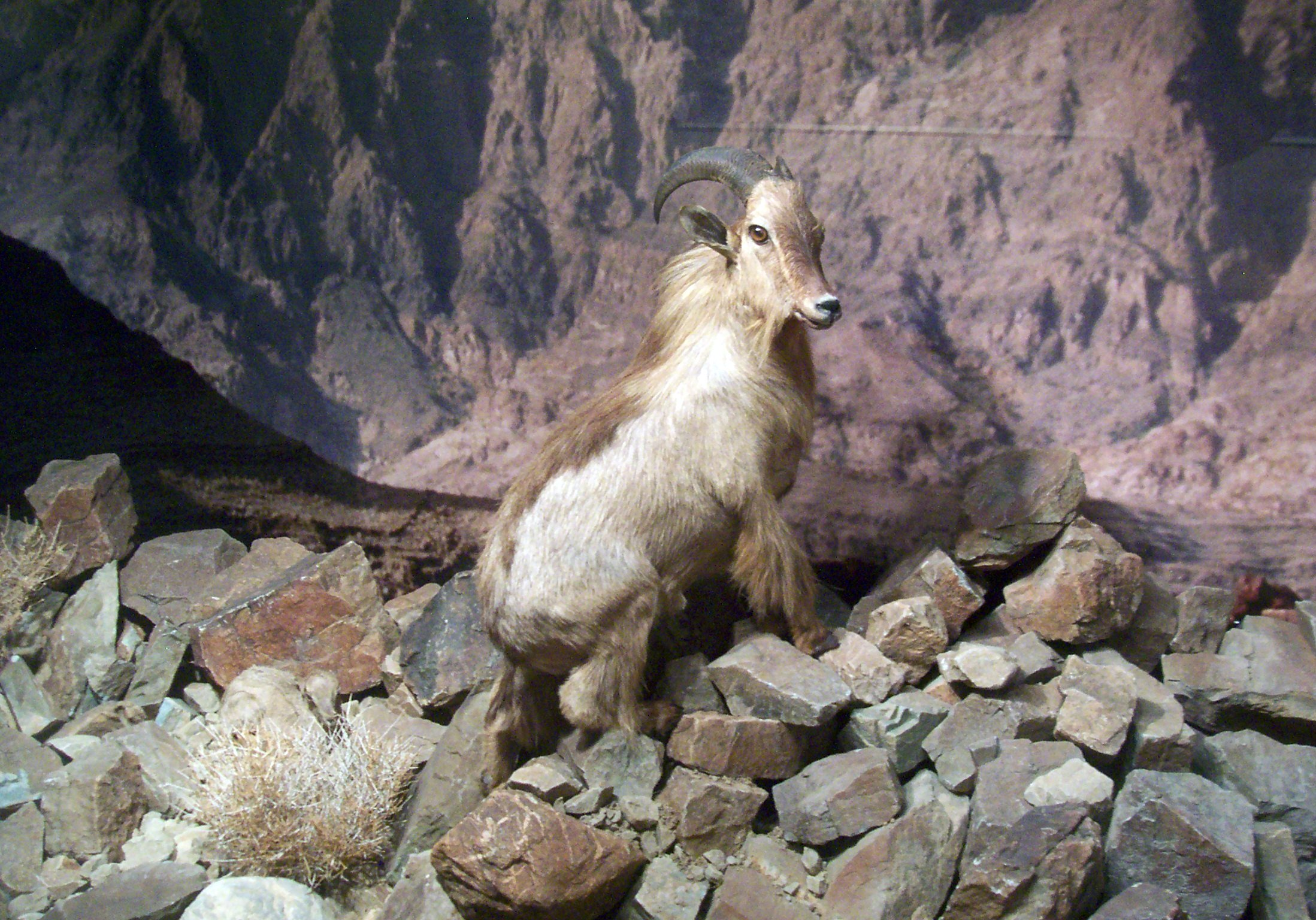
Tahr d'Arabie (empaillé).

ChèvresLes chèvres (Capra aegagrus) sont très présentes dans le paysage omanais. Même si la plupart appartiennent à des éleveurs, beaucoup vivent en liberté dans les dunes et les montagnes. La chèvre est un herbivore ruminant qui a des besoins en eau quotidiens.  Dans les régions où l'eau est rare et la végétation clairsemée, elle contribue à la désertification, voire à l'extinction de certaines espèces endémiques telles que les gazelles, ainsi que des prédateurs de celles-ci. La chèvre reste néanmoins la viande la plus consommée et, comme en témoigne par exemple le marché aux chèvres de Nizwa, le commerce des chèvres garde toute son importance.
TahrsLe tahr d'Arabie (Hemitragus jayakari ; en arabe gatt al barra) est un autre caprin, présent en petit nombre dans les montagnes escarpées du Nord du pays (Musandam, monts Hajar, arrière-pays de Sour). En 1985 le nombre de tahrs a été estimé à 2 000. C'est une espèce vulnérable, menacée par les périodes de sécheresse, le braconnage, les maladies, et en concurrence pour sa subsistance avec d'autres espèces telles que les chèvres sauvages ou domestiques et les ânes. Depuis 1976 un décret royal interdit de tuer ou de capturer le tahr, mais, compte tenu de la nature du terrain, ces dispositions sont difficiles à mettre en œuvre. En 1982 le Sultanat émet un timbre dédié au tahr, un autre en 2000. Depuis 1996 le tahr figure sur la liste des espèces menacées de l'UICN.
BouquetinsLe bouquetin de Nubie (Capra nubiana ou Capra ibex nubiana) est une espèce endémique qui aurait été observée dans le Hajar occidental dans le passé, mais surtout présente aujourd'hui dans le Huqf (au centre-Est du pays où il bénéficie des mesures de protection mise en œuvre par le Sanctuaire de l'oryx arabe relativement proche), dans la péninsule de Ra's Madrakah, ainsi que dans le Dhofar, dans le djebel Samhan et le djebel al Qamr. Pour sa subsistance il subit cependant la concurrence des ânes sauvages et figure sur la Liste rouge de l'UICN publiée en 1996 comme une espèce en danger. Un timbre lui est dédié en 2000
GazellesLa gazelle d'Arabie (Gazella gazella cora ; en arabe idhmi ou dhabi) vit dans les montagnes, les collines et les dunes. En 2000 une émission de timbre la met à l'honneur. Depuis que la chasse a été interdite, le nombre de gazelles est en augmentation. En revanche la gazelle des sables (Gazella subgutturosa ; en arabe rheem), plus grande et au pelage plus clair, est devenue très rare.
OryxOryx d'Arabie. Un timbre lui est dédié en 1982, un autre en 2000.

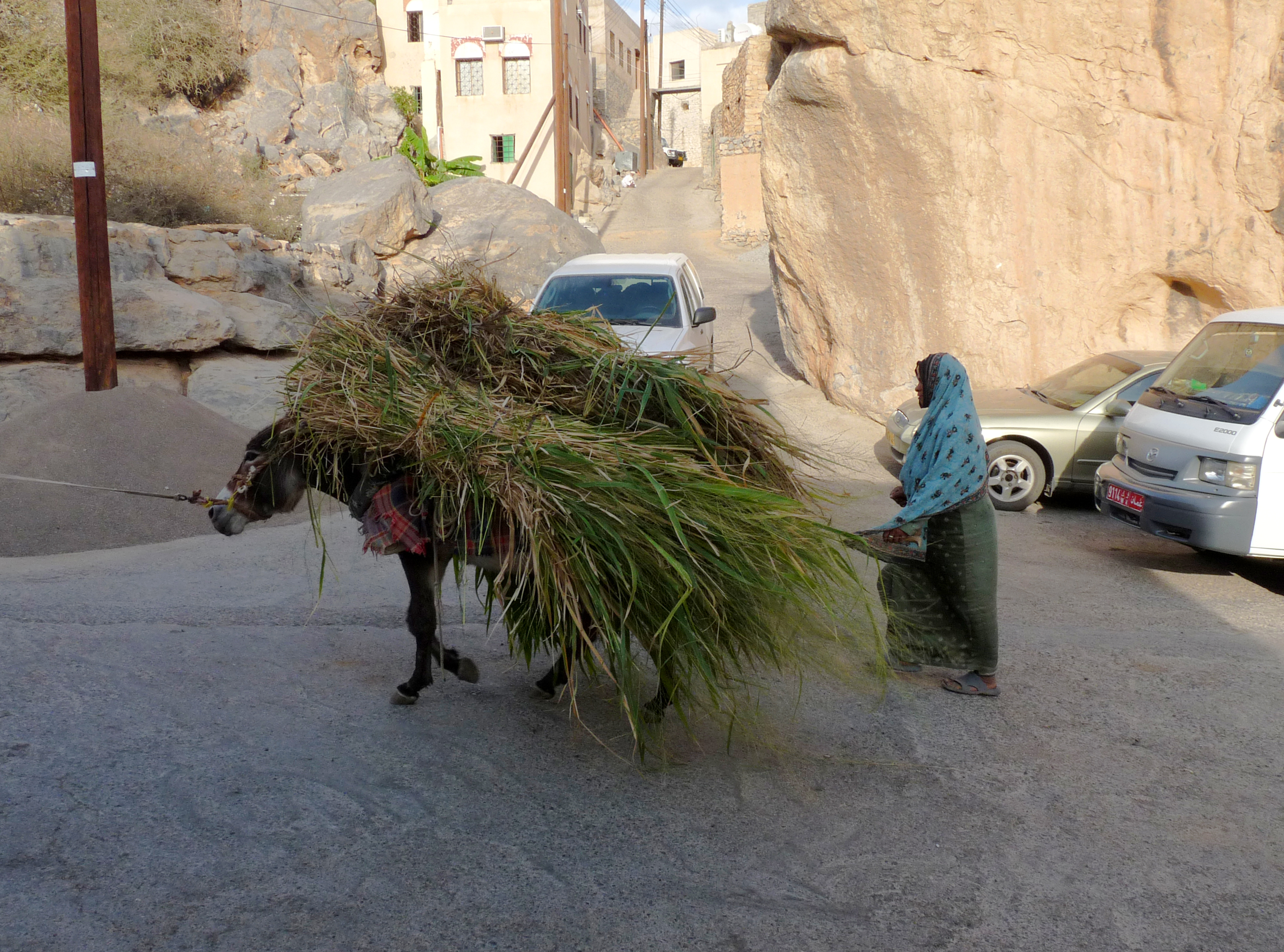
Âne domestique à Misfah

DromadairesLes dromadaires (Camelus dromedarius ; en arabe jamal) occupent une place centrale dans la culture traditionnelle de la péninsule arabique. Pour préserver ce patrimoine, une division des Affaires chamelières (Royal Camels Unit) a été créée en 1989 auprès du Diwan of Royal Court. Les dromadaires (localement appelés chameaux) sont toujours utilisés pour leur viande, leur lait ou pour le transport, mais de nos jours ils sont surtout élevés pour les courses qui constituent à la fois un spectacle très prisé du public et une activité hautement lucrative pour les participants.Il y a 4 races de dromadaires principaux à Oman. Il y a tout d’abord le dromadaire omanais, cette race est la plus répandue à Oman. Elle est connue pour sa capacité à supporter les climats chauds et arides et à parcourir de longues distances sans eau.  La deuxième race est le dromadaire saharien, cette race est élevée dans les régions désertiques du sud d’Oman, elle est plus grande que le dromadaire omanais et possède une fourrure plus longue pour se protéger du froid dans le désert la nuit.   La troisième race est le dromadaire somalien, cette race est plus grande que le dromadaire omanais aussi et est souvent utilisé pour les courses de dromadaires à Oman. Cette race est connue pour sa capacité à produire une quantité importante de lait.  La quatrième race est le dromadaire bédouin. Cette race est originaire d’Arabie. Elle est plus petite que les autres races de dromadaires mais est surtout connue pour sa rapidité et son agilité dans le désert.  Les dromadaires à Oman sont en liberté, ils se baladent librement il n’y a pas clôture délimitée. Effectivement les dromadaires sont en liberté mais ils ne sont pas totalement sauvages ils sont comptés une fois dans l’année, c’est à ce moment- la qu’on leur insère une puce.  
ÂnesDans le passé les ânes jouaient un rôle important pour le transport des marchandises dans les régions escarpées et difficiles d'accès telles que  les wadis, alors qu'ils étaient moins à l'aise dans le sable que les dromadaires. Lorsque le commerce maritime était florissant dans l'Océan Indien, les Omanais transportaient aussi des ânes. Vers 1840, Oman exportait près de 630 ânes par an vers l'île Maurice, souvent en provenance de Bahreïn. L'« âne de Mascate » (Muscat ass) était réputé. Aujourd'hui les ânes ont été en grande partie supplantés par les véhicules tout-terrain. Certains  sont redevenus sauvages. Leur nombre s'accroît, au point de constituer une menace pour l'environnement, car ils détruisent la végétation des zones montagneuses.
LièvresLe lièvre du Cap (Lepus capensis ; en arabe arnab) vit dans des environnements assez variés, à l'exception des montagnes. Ses prédateurs sont nombreux. Il est herbivore et nocturne. Aux heures les plus chaudes de la journée il se terre dans un petit trou creusé dans le sable, à l'ombre d'un buisson. Une sous-espèce, le lièvre d'Oman (Lepus capensis omanensis), a été décrite par Thomas en 1894.

### Carnivores
LéopardsLe léopard d'Arabie (Panthera pardus nimr ; en arabe nimr, qui signifie en réalité « tigre ») se cache dans les zones montagneuses, au Musandam ou au Dhofar, notamment dans le djebel Samhan ; on l'aperçoit très rarement. Bien que cette sous-espèce de léopard soit un peu plus petite que d'autres, il s'agit néanmoins d'un animal très puissant, dont les mâles peuvent atteindre 2 m de long et peser jusqu'à 60 kg. C'est une espèce en danger critique d'extinction. Depuis sa création en 1985, le Musée d'histoire naturelle d'Oman à Mascate expose deux spécimens empaillés afin de sensibiliser les visiteurs à cette problématique. En 1997 une réserve naturelle (Arabian Leopard Sanctuary) leur a été dédiée dans le djebel Samhan. Un timbre lui est dédié en 1999.
LynxLe lynx du désert (Caracal caracal schmitzi ; en arabe al washaq, anaq al ardh) est aussi un prédateur redouté par les éleveurs car il s'attaque occasionnellement aux chèvres et aux poulets, même s'il se nourrit principalement d'oiseaux et de petits rongeurs. Timbre 1999
Chats sauvagesLe chat sauvage de Gordon (Felis silvestris gordoni), au pelage gris clair, vit dans la région côtière de la Batinah, au Nord du pays. Cette sous-espèce de Felis silvestris a été décrite par Harrison en 1968. Le chat des sables (Felis margarita) est remarquablement adapté au désert avec ses pattes recouvertes de coussinets de poils.
- Genette[20]

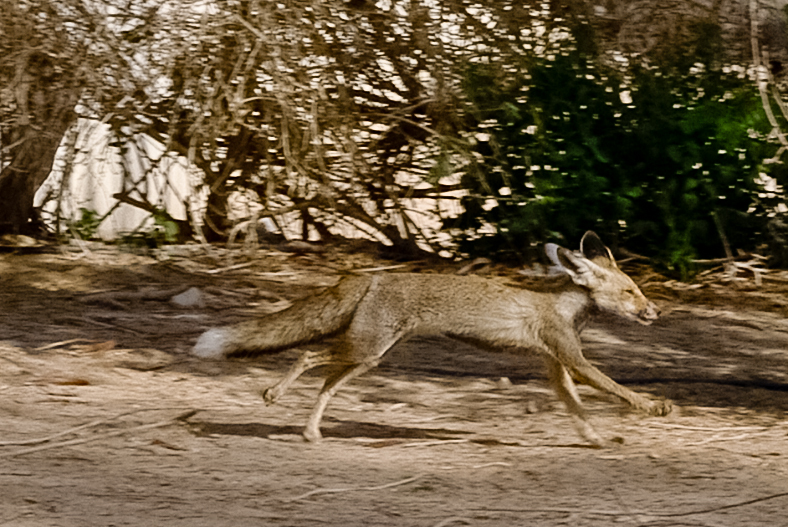
Renard roux d'Arabie

HyènesComme d'autres prédateurs tels que le renard, le loup ou le vautour, la hyène appartient à la culture et à l'imaginaire traditionnels, mais aujourd'hui la hyène rayée (Hyaena hyaena) a pratiquement disparu du territoire omanais à l'état sauvage. Elle fait cependant partie des espèces accueillies dans les aires protégées du Sultanat, comme celle du Djebel Samhan au Dhofar, créée en 1997. Deux ans plus tard, l'émission d'un timbre dédié à la hyène a confirmé cette volonté de défendre et promouvoir l'espèce.
RenardsLe renard roux d'Arabie (Vulpes vulpes arabica ; en arabe theeb) est plus svelte que son cousin européen. C'est le prédateur le plus répandu, y compris dans les décharges urbaines. Encore plus petites, deux autres espèces de renards vivent surtout la nuit, le renard famélique (Vulpes rueppellii, en anglais Sand Fox) et le renard de Blanford (Vulpes cana).

### Insectivores
HérissonsLe hérisson de Brandt (Paraechinus hypomelas ; en arabe quoonfodh) est le hérisson le plus répandu. Les autres espèces sont le hérisson du désert (Paraechinus aethiopicus) et le hérisson oreillard (Hemiechinus auritus), ainsi nommé en raison de ses pavillons auditifs particulièrement développés).
MusaraignesCrocidure à dents blanches d'Arabie (Crocidura arabica) et Crocidure de Dhofar (Crocidura dhofarensis) : décrites en 1988 par Hutterer et Harrison

### Autres
Chauves-sourisPetite chauve-souris à queue de souris (Rhinopoma muscatellum)
RongeursDe nombreux petits rongeurs, telle la gerbille de Cheesman (Gerbillus cheesmani), vivent surtout dans les sables et sont principalement actifs la nuit. C'est plutôt en montagne qu'on peut rencontrer la gerbille de Wagner (Gerbillus dasyurus) et la souris épineuse du Caire (Acomys cahirinus).

### Mammifères marins

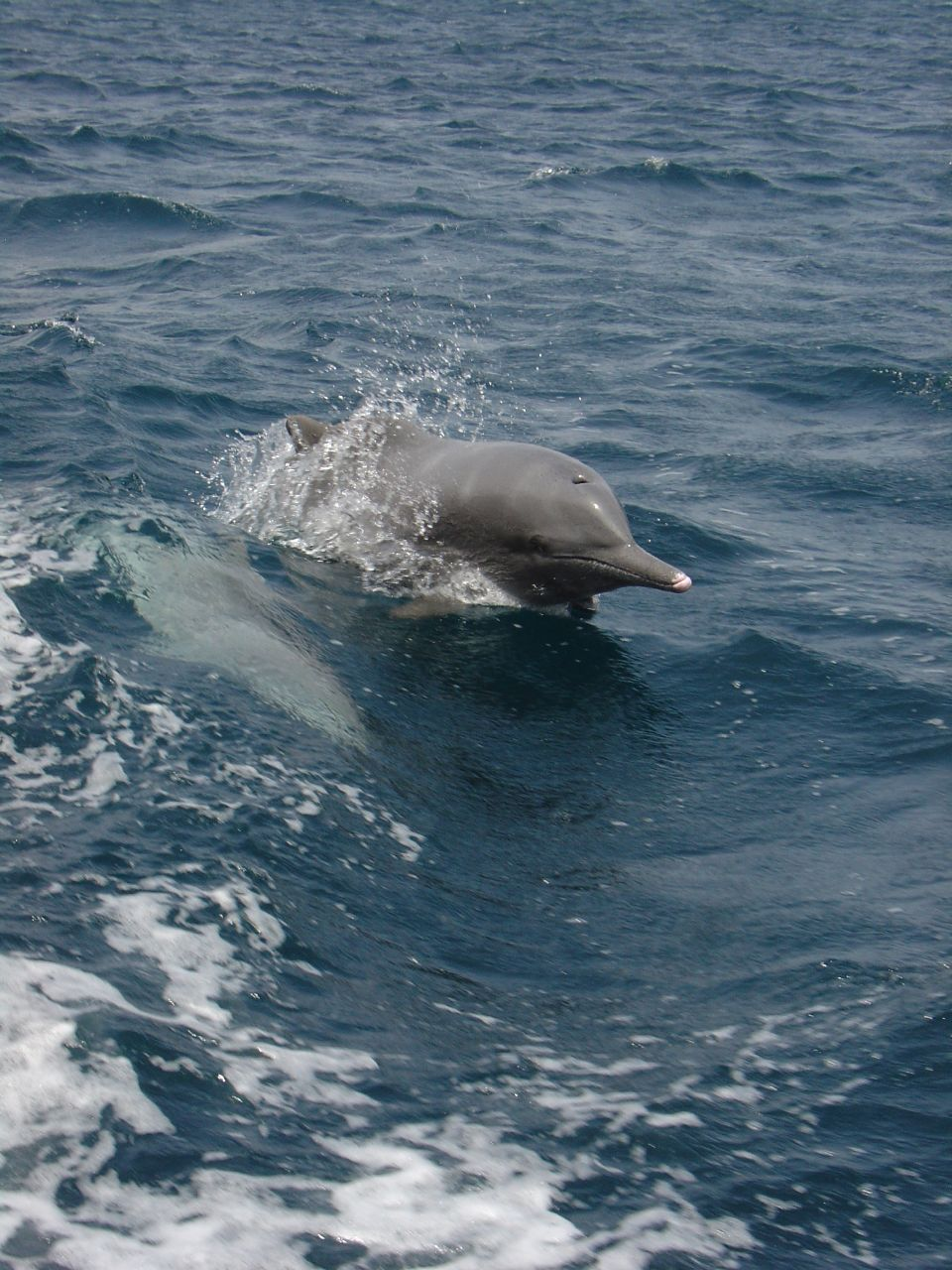
Dauphin près de Khasab au Musandam

Les eaux omanaises abritent près de 20 espèces de cétacés. Un groupe de recherche a été créé pour les étudier (The ESO Whale and Dolphin Research Group).
En 1993 deux séries de timbres Whales and Dolphins in Oman sont émises à l'occasion de l'inauguration de la salle des cétacés au Musée de l'héritage omanais.
DauphinsHuit espèces de dauphins ont été observées à Oman. La plus commune est le grand dauphin (Tursiops truncatus ; en anglais Bottle-nosed Dolphin). Parmi les autres espèces figurent le dauphin commun d'Arabie (Delphinus tropicalis), le dauphin bleu et blanc (Stenella coeruleoalba ; en anglais Striped dolphin) et le dauphin à bosse du genre Sousa.
BaleinesLes baleines sont également présentes, y compris le grand cachalot (Physeter macrocephalus), comme en témoigne le squelette exposé au Musée d'histoire naturelle d'Oman.

## Oiseaux

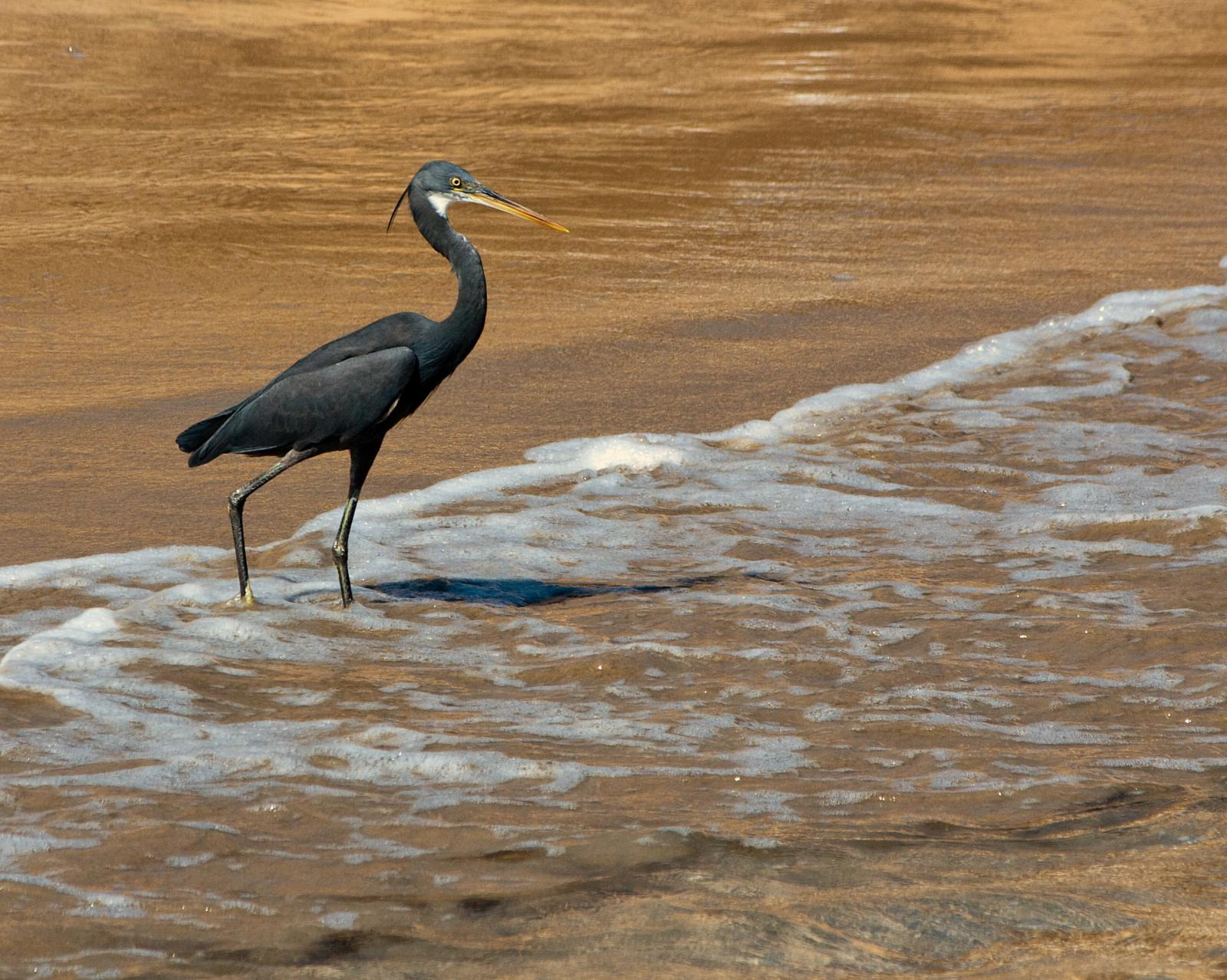
Egretta gularis

Plusieurs centaines d'espèces d'oiseaux ont été observées sur le territoire omanais. Selon les sources, l'estimation de leur nombre varie entre 482 et 603. La plupart ne sont pas des espèces endémiques, mais des migrateurs de passage.
La diversité des espèces est la moins grande à l'intérieur du pays. C'est à proximité des points d'eau – wadis et oasis – que l'on rencontre de petits passereaux du genre Oenanthe, tels que le traquet de Hume (Oenanthe albonigra) ; des francolins ou Phasianidae du type perdrix à tête noire (Alectoris melanocephala), reproduite sur un timbre de 1982 ; des Meropidae comme le guêpier d'Orient (Merops orientalis) ; des Coraciidae tel le rollier indien (Coracias benghalensis).

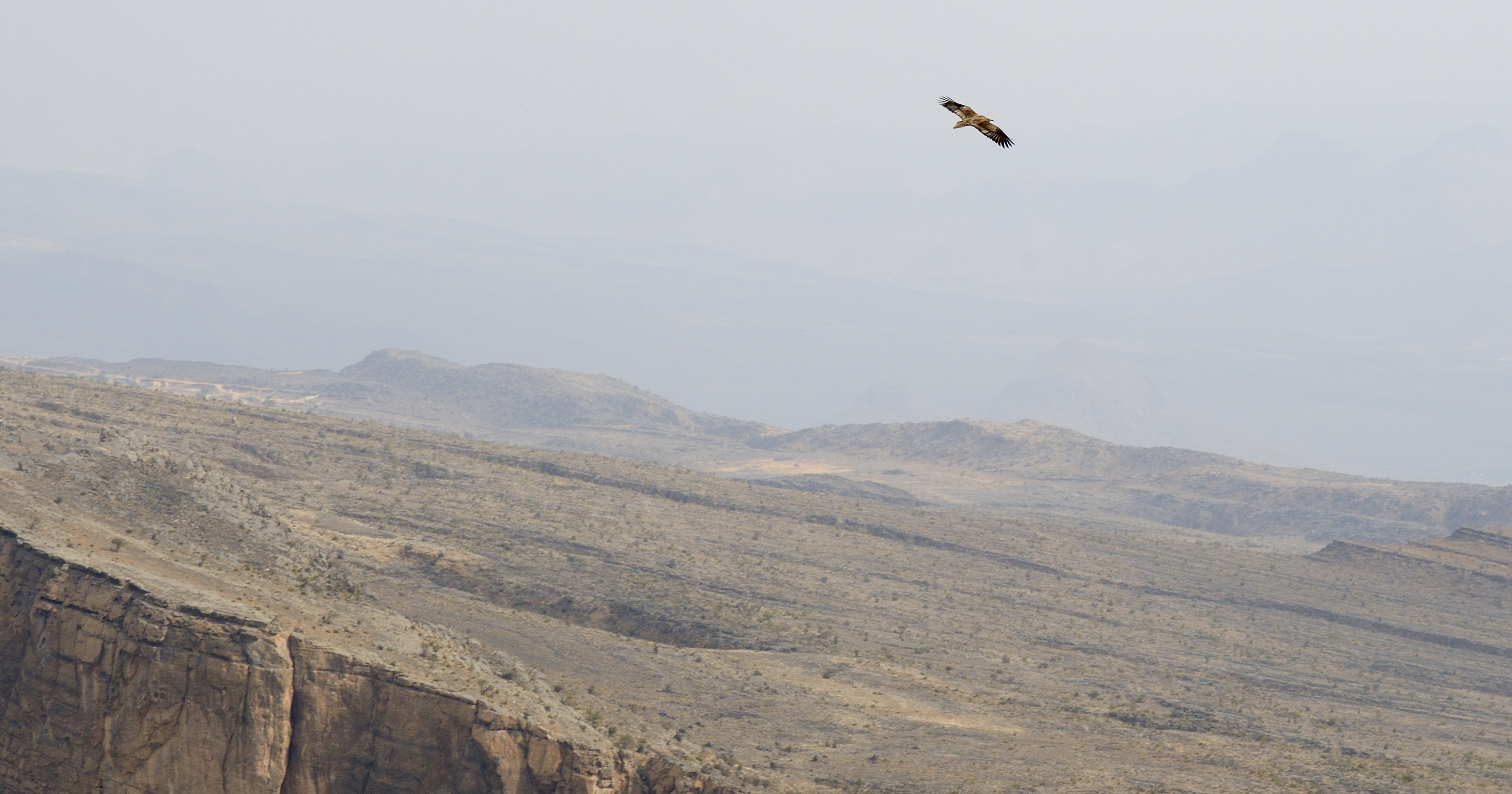
Neophron percnopterus au-dessus du djebel Akhdar

Les rapaces – faucons, vautours, autours, aigles, busards – sont surtout présents dans les régions montagneuses, mais certains s'observent aussi auprès des lagunes (l'aigle-pêcheur ou pygargue) ou des cultures : faucon crécerellette (Falco naumanni) et faucon de l'Amour (Falco amurensis).

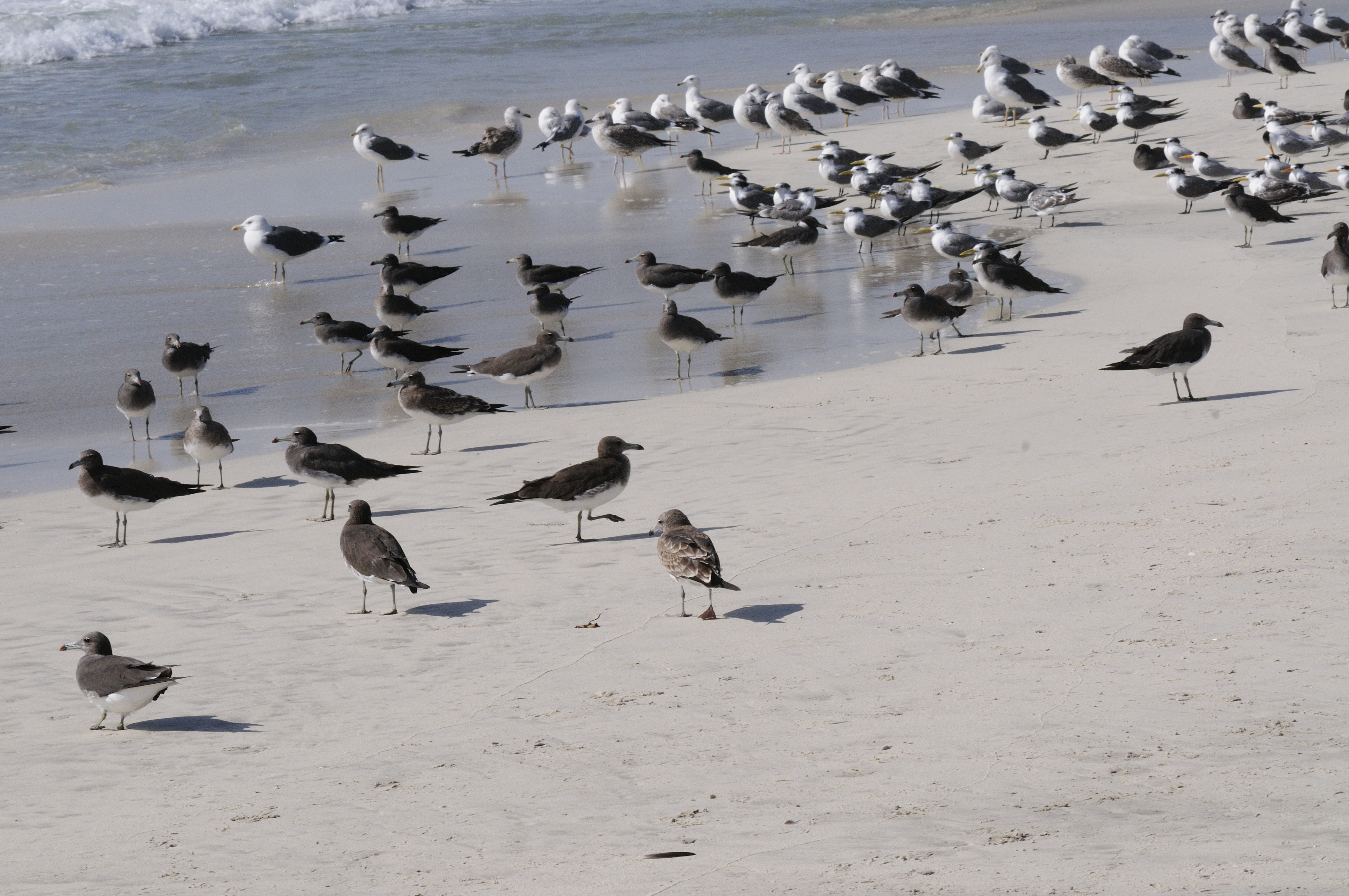
Larus hemprichii, Sterna bengalensis et Larus fuscus près de Salalah dans le Dhofar

Les 1 700 km de côtes offrent un environnement bien plus propice à l'avifaune. C'est sur côte la plus méridionale, celle du Dhofar, où les montagnes plongent dans l'Océan Indien, que la variété des espèces est la plus grande, notamment à proximité de Salalah, la capitale régionale. Les espèces aquatiques sont particulièrement nombreuses dans les lagunes (khor ou khawr). Dans cet écosystème paralique se plaisent notamment le flamant rose (Phoenicopterus roseus), plusieurs espèces d'aigrettes, le héron, l'ibis falcinelle (Plegadis falcinellus), la poule d'eau, la foulque, la mouette, la sterne. À d'autres moments de l'année ils sont rejoints par l'anserelle de Coromandel (Nettapus coromandelianus), le jacana à longue queue (Hydrophasianus chirurgus), le courlis cendré (Numenius arquata), le pluvier à collier interrompu (Charadrius alexandrinus). Autour de Salalah se rencontrent le prinia gracile (Prinia gracilis), le tisserin de Rüppell (Ploceus galbula), le capucin bec-d'argent (Euodice cantans), sans compter les nombreuses tourterelles maillées (Spilopelia senegalensis). Parmi les oiseaux chanteurs figurent le coucou didric ((Chrysococcyx caprius), le martin-chasseur à tête grise (Halcyon leucocephala), l'alouette chanteuse (Mirafra cantillans), le bruant cannelle (Emberiza tahapisi) et, sur les hauteurs, la perdrix rouge (Alectoris rufa).
Certaines espèces peuvent aussi être observées dans les villes. Par exemple la huppe fasciée (Upupa epops), à laquelle un autre timbre de 1982 rend hommage, est visible tout au long de l'année dans le parc Al Qurm de Mascate.
- Moinelette à front blanc (Eremopterix nigriceps)
- Bulbul à oreillons blancs (Pycnonotus leucotis)

## Reptiles

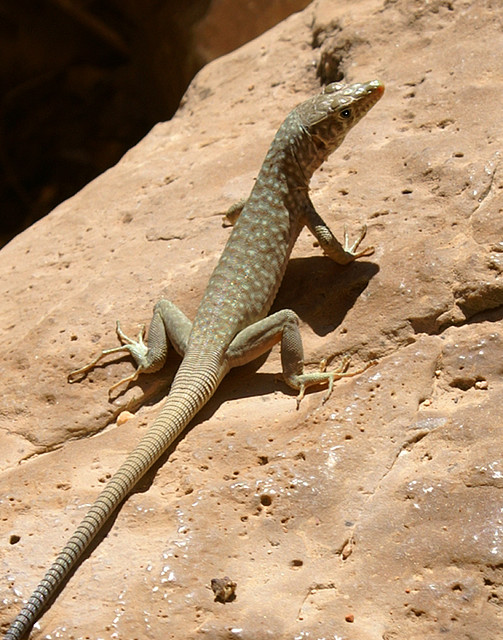
Lézard (Omanosaura jayakari)

Les reptiles sont une faune caractéristique des milieux désertiques. À Oman on dénombre 60 espèces de reptiles terrestres, dont 22 espèces de serpents et cinq espèces de tortues marines menacées. Une vingtaine sont endémiques.
LézardsLes reptiles les plus répandus sont les lézards. Ils ne sont pas venimeux.
- Lézard du genre Omanosaura (Omanosaura)
- Lézard du genre Scincus (Scincus mitranus)
- Lézard du genre Lacerta (Lacerta jayakari)
- Lézard du genre Trapelus (Trapelus flavimaculatus)
- Lézard de la famille des Agamidae (Uromastyx aegyptia)
- Dharb
- Varanidae : Varan du désert ou Varan gris (Varanus griseus)
- Gekkonidés : (en latin Pristurus rupestris ; en anglais Rock Semaphore Gecko) ; gecko verruqueux

Serpents
Les chroniqueurs du passé n'ont pas manqué de souligner les dangers représentés par les serpents. Au Xe siècle le Livre des merveilles de l'Inde décrit ainsi avec force les périls affrontés :
« Dans les montagnes d'Oman, il y en a qui tuent instantanément. Dans le pays qui est situé entre Sohàr, qui est la capitale d'Oman, et les montagnes des Yahmad se trouve un endroit où personne ne passe ; on le nomme Vallon des serpents. Il y a là, dit-on, des serpents, longs d'un empan ou moins encore, qui se replient, joignant la tête et la queue, et d'un bond s'élancent sur les cavaliers ; leur piqûre tue à l'instant ; leur haleine aveugle et donne aussi la mort. Lorsqu'un voyageur se hasarde par là, ils sautent sur lui de tous côtés, et ne le manquent pas, tout le long du chemin. C'est pourquoi la traversée de cette région a été abandonnée. »

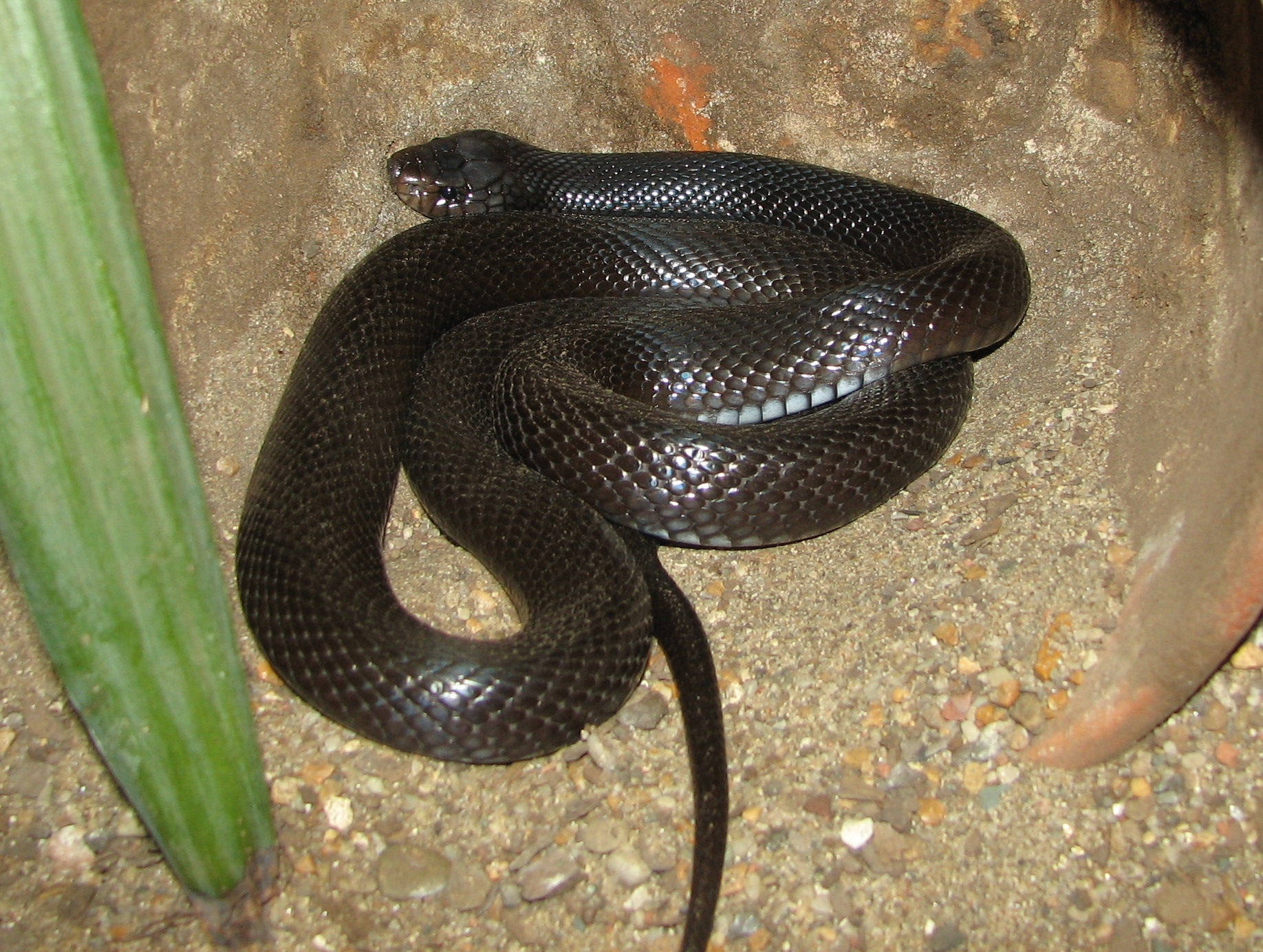
Cobra du désert (Walterinnesia aegyptia) dans un zoo.

Plusieurs serpents venimeux sont en effet présents sur le territoire, c'est le cas de la vipère à cornes (Cerastes cerastes), du cobra noir du désert (Walterinnesia aegyptia) et de deux vipères du genre Echis, Echis carinatus et Echis omanensis. Une espèce aquatique, le Serpent marin noir et jaune (Pelamis platura), est également très dangereuse. Les couleuvres, comme la Couleuvre à dos rouge (Coluber rhodorachis) qui parcourt les wadis (en anglais Wadi Racer), sont inoffensives.
- Couleuvre diadème (Lytorhynchus diadema)

Tortues marinesLa tortue verte (Chelonia mydas) est la plus commune. Elle se reproduit sur près de 275 plages réparties sur l'ensemble des côtes, mais principalement sur celles de la mer d'Oman. D'autres espèces sont également présentes, telles la tortue imbriquée (Eretmochelys imbricata), la tortue olivâtre (Lepidochelys olivacea) ou la tortue caouanne (Caretta caretta).

## Amphibiens

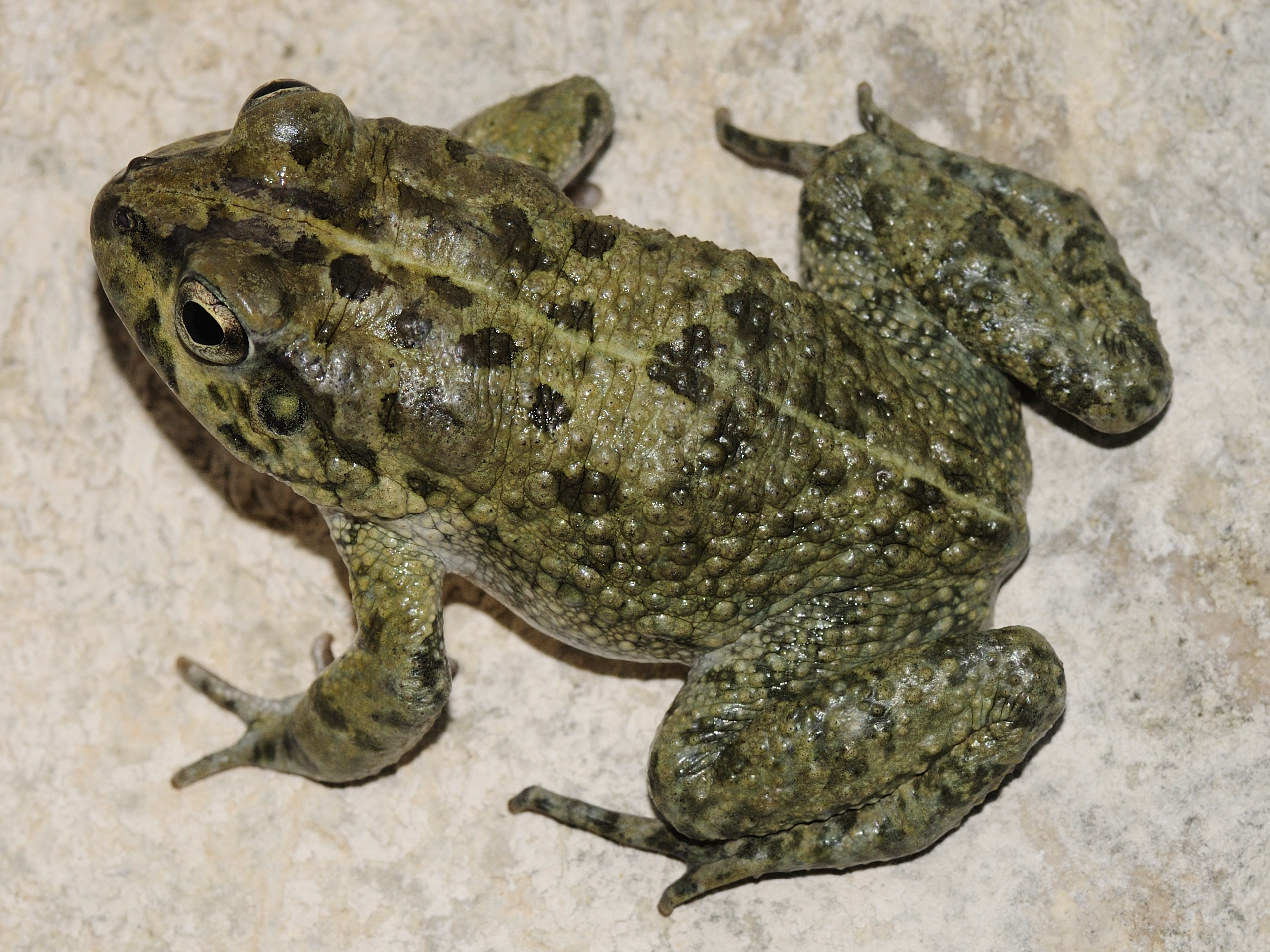
Bufo arabicus dans le Wadi Shab

Il n'y a pas de grenouilles à Oman. Les deux espèces de crapauds les plus communes sont Bufo arabicus (ou Duttaphrynus arabicus) et Bufo dhufarensis (ou Duttaphrynus dhufarensis), celle du Dhofar.

## Arthropode

### Insectes
- Anthia duodecimguttata (en anglais Domino Beetle)

Hyménoptères
- Abeilles à miel : La récolte du miel est pratiquée depuis plus de 2 000 ans. L'apiculture permet de produire du miel et des alvéoles, dont le commerce est lucratif, mais facilite aussi la pollinisation des plantations, surtout celles situées en altitude, comme au Djebel Akhdar. La fabrication des ruches relève toujours des méthodes traditionnelles : on évide des sections de troncs de palmier, on y introduit des alvéoles et une reine, puis on rebouche l'ouverture avec une pierre et de la boue. La récolte se fait par l'arrière pour éviter de perturber les abeilles. Les deux espèces les plus communes sont Apis mellifera (ou plutôt Apis mellifera jemenitica), surtout présente dans le Djebel Akhdar, et Apis florea, plus petite, que l'on trouve dans le Nord du pays. Il est interdit d'importer des abeilles, à la fois pour préserver les qualités gustatives spécifiques du miel omanais et pour limiter la propagation de parasites. Au début des années 1980 une politique générale de préservation de l'environnement met l'accent sur les abeilles à miel, avec notamment la publication d'un livre[34] et l'émission de deux timbres[35]
- Le frelon oriental (Vespa orientalis) est un insecte social qui se plaît là où il y a de l'eau et de la végétation. On le reconnaît à sa grande taille et à ses couleurs, rouge avec une bande jaune sur l'abdomen. De même que la guêpe à papier du genre Polistes, toute jaune et un peu plus petite, il se montre assez agressif.

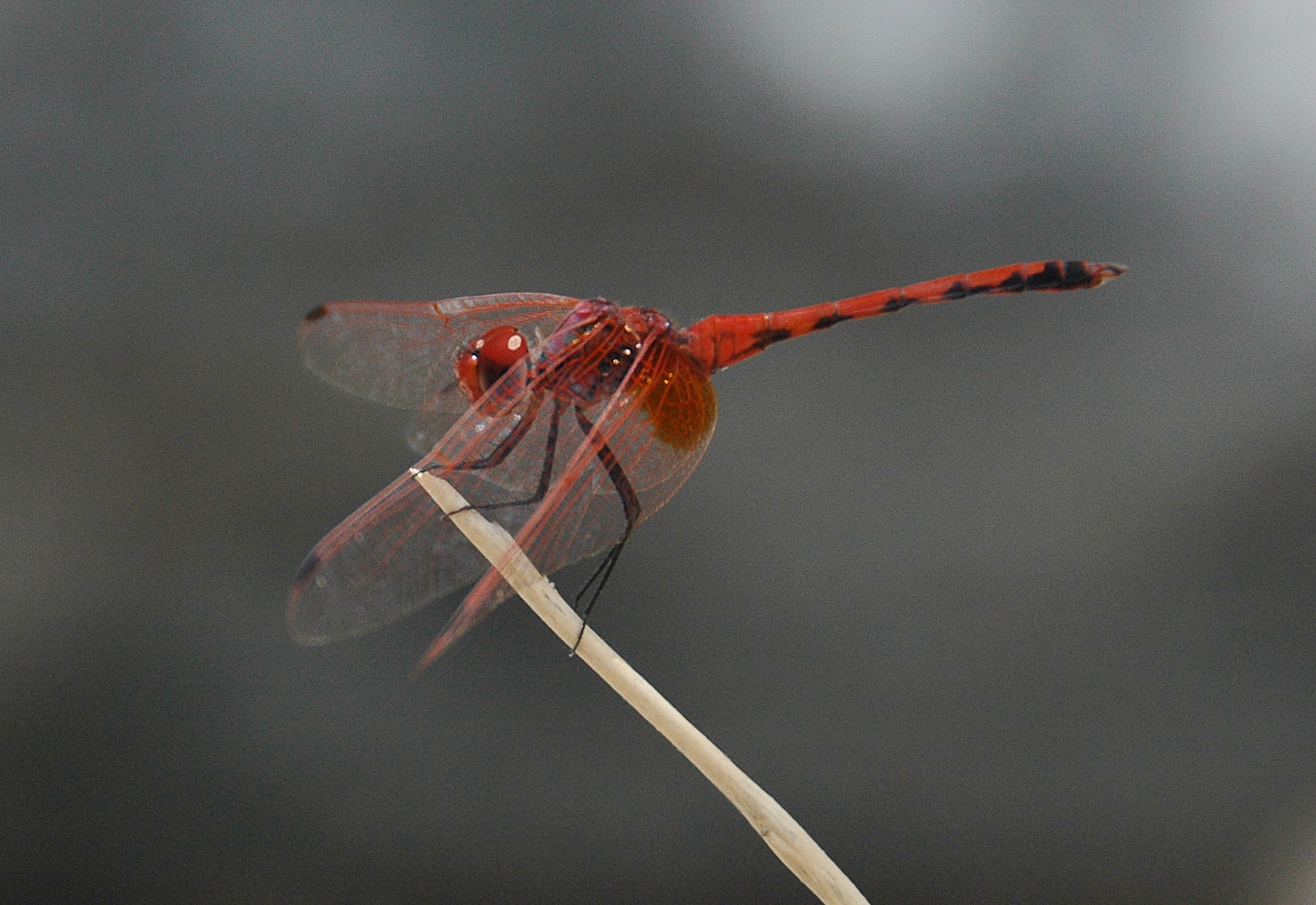
Trithemis arteriosa

OdanoptèresLa libellule globe-trotter (Pantala flavescens) est extrêmement répandue. Cette espèce n'est pas considérée comme menacée
LépidoptèresOman compte une centaine d'espèces de papillons. Le machaon (Papilio machaon), plus précisément la sous-espèce Papilio machaon muetingi décrite par Seyer en 1976.
En 1999 une planche de quatre timbres est dédiée aux papillons d'Oman : Petit monarque (Danaus chrysippus), Voilier échiquier (Papilio demoleus), Precis orithya, Precis hierta.
- Colotis danae[41]
- Anaphaeis aurota[42]
- Azuré parme (Tarucus rosacea)[43]
- Azuré porte-queue (Lampides boeticus)[44]

HémiptèresLaccotrephes fabricii (en anglais Water Scorpion)
- Scarabée
- Sauterelle

### Myriapodes

#### Diplopodes
On peut trouver des iules géants africains (Archispirostreptus gigas) à Dhofar

#### Chilopodes
La seule espèce de chilopode que l'on peut trouver a Oman est la scolopendre (Scolopendra valida).

### Arachnides

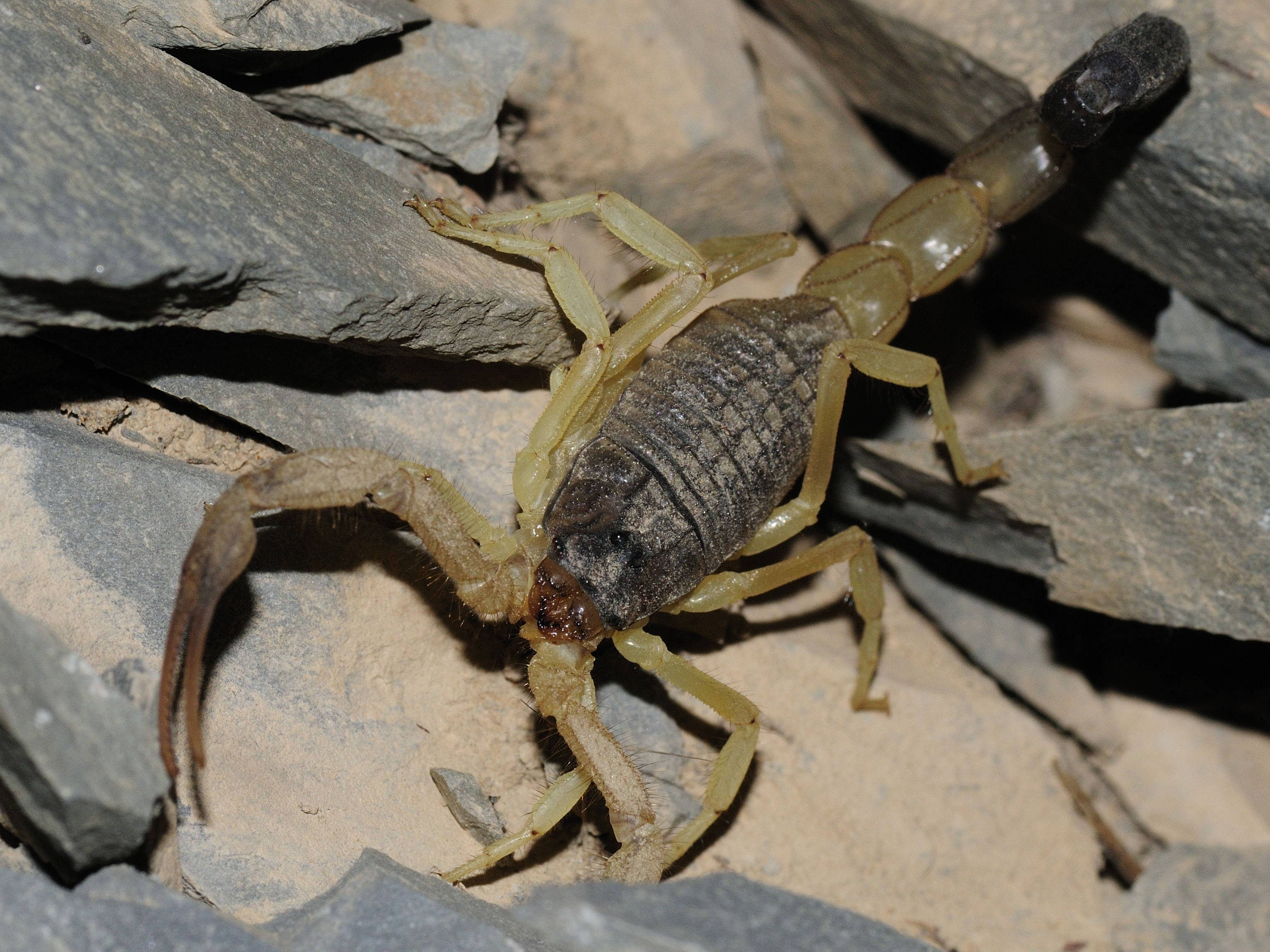
Hottentotta jayakari dans les monts Hajar

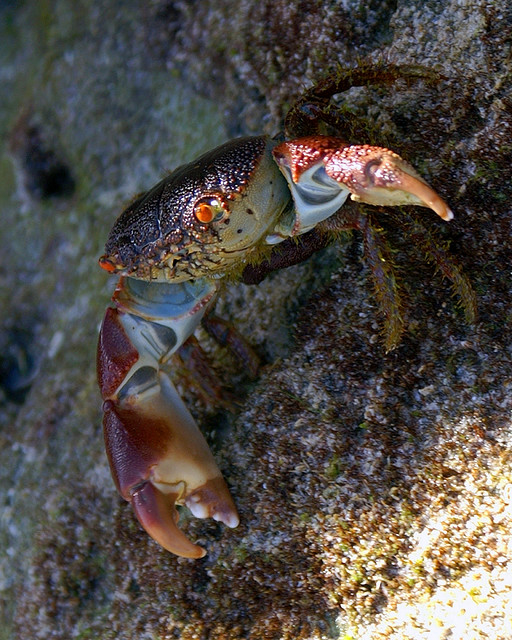
Crabe (?)

AraignéesAraignées du genre Argiope
- Araignée (Allocosa mascatensis)
- Araignée (Cebrennus mayri)
- Araignée (Dysdera arabica)
- Araignée (Spariolenus secundus)

- Amblypyge (Phrynichus dhofarensis)

ScorpionsLa plupart des scorpions appartiennent à la famille des Buthidae. L'espèce la plus commune est Androctonus crassicauda, du genre Androctonus (en anglais Black Scorpion ou Arabian Fat-tailed Scorpion).
- Compsobuthus acutecarinatus
- Compsobuthus nematodactylus
- Compsobuthus polisi
- Femtobuthus shutuae
- Hemiscorpius falcifer
- Hemiscorpius flagelliraptor
- Hottentotta jayakari
- Hottentotta pellucidus
- Hottentotta saxinatans
- Orthochirus kaspareki
- Orthochirus kinzelbachi
- Picobuthus
- Picobuthus dundoni
- Picobuthus wahibaensis
- Vachoniolus batinahensis
- Vachoniolus gallagheri

Solifuges (en latin Solifugae ; en anglais Camelspider)

### Crustacés
- Langouste Panulirus homarus[45]
- Crevette blanche des Indes (Penaeus indicus)[46]

## Poissons
- Poisson-clown d'Oman (Amphiprion omanensis)
- Requin (Iago omanensis)
- Raie : Raie manta (Manta birostris), Raie aigle

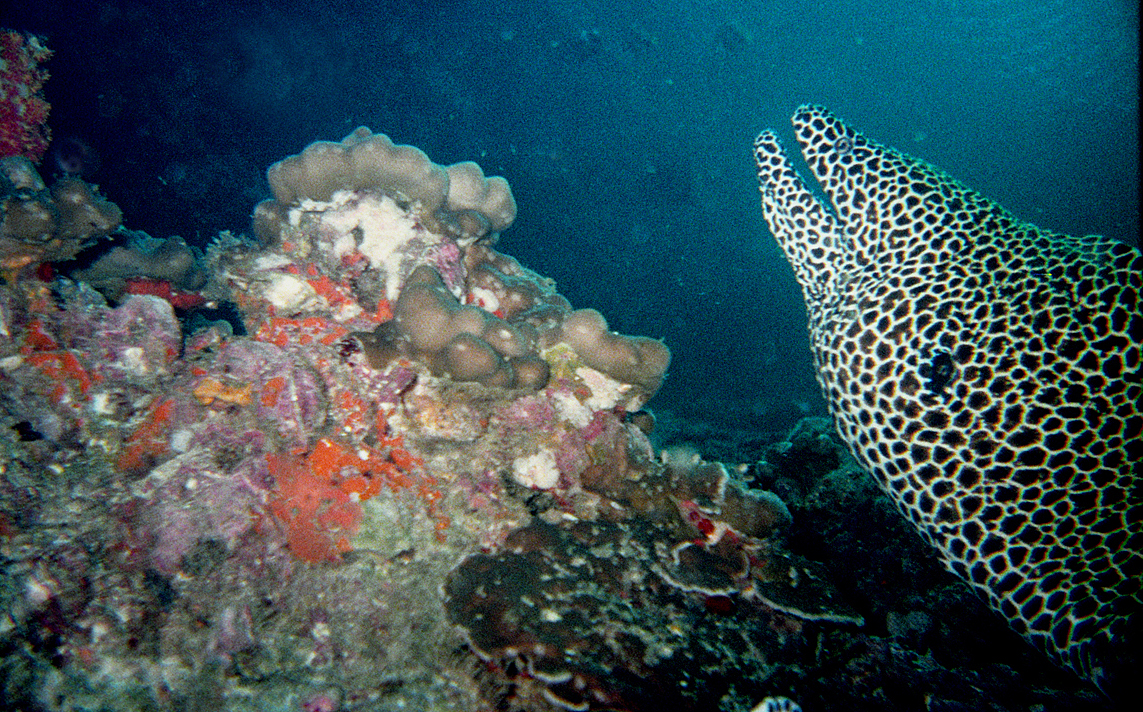
Murène léopard (Gymnothorax favagineus, Al Batinah)

- Poisson-papillon à collier blanc (Chaetodon collare)[47], Poisson-papillon d'Arabie (Chaetodon melapterus)[48], Chaetodon gardineri[49]
- Thazard rayé ou Thazard rayé indo-pacifique (Scomberomorus commerson)[50]
- Thon jaune (Thunnus albacares)[51]
- Parupeneus macronemus [52]
- Etrumeus teres[53]
- Mérou pintade (Epinephelus chlorostigma)[54]
- Lethrinus lentjan[55]
- Lutjanus erythropterus[56]
- Thazard noir (Acanthocybium solandri)[57]
- Thunnus tonggol[58]
- Hippocampus kuda[59]
- Ostracion cubicus[60]
- Monocentris japonica[61]
- Pterois antennata[62]
- Rhinecanthus assasi[63]
- Taeniura lymma[64]

## Mollusques
- Argonaute voilier brun (Argonauta hians)
- Architectonica perspectiva
- Cypraea pulchra et Cypraea teulerei. Ces mollusques figurent sur des timbres nationaux de 1982[65].
- Acteon eloiseae qui figure sur un timbre de 1982[66].
- Cymatium boschi[67].
- Sepia pharaonis[68]